# 2 euro commemorativi emessi nel 2020
| Immagine | Paese              | Tema | Tiratura   | Emissione         |
| --- | ------------------ | --- | ---------- | ----------------- |
| | Estonia            | 200º anniversario della scoperta dell'Antartide                                                                             | 750.000    | 27 gennaio 2020   |
| Descrizione: la scoperta è collegata all’Estonia perché uno dei primi uomini a vedere l’Antartide nel 1820 e a documentarne la scoperta fu Fabian Gottlieb von Bellingshausen, un marinaio tedesco del Baltico nato a Saaremaa. Il disegno raffigura il motivo di un veliero. Reca inoltre le iscrizioni «Fabian Gottlieb von Bellingshausen» e «ANTARKTIKA 200», il nome del paese «EESTI» e l’anno di emissione «2020». Sull’anello esterno della moneta figurano le 12 stelle della bandiera dell’Unione europea. |                    | |            |                   |
| | Germania           | Presidenza al Brandeburgo al Bundesrat: Palazzo di Sanssouci a Potsdam 14ª moneta della I serie dedicata ai Länder tedeschi | 30.000.000 | 28 gennaio 2020   |
| Descrizione: il disegno raffigura il palazzo di Sanssouci. Nella metà superiore della parte interna della moneta figurano il marchio della rispettiva zecca («A», «D», «F», «G» o «J»), le iniziali dell’artista e l’anno «2020». La metà inferiore della parte interna della moneta contiene l’iscrizione «BRANDENBURG» e il codice del paese di emissione (la Germania) «D». Sull’anello esterno della moneta figurano le 12 stelle della bandiera dell’Unione europea. |                    | |            |                   |
| | Francia            | 50º anniversario della scomparsa di Charles de Gaulle e 80º anniversario dell'Appello del 18 giugno                         | 18.061.940 | 31 gennaio 2020   |
| Descrizione: il disegno riporta due profili di Charles de Gaulle in due epoche diverse. Il profilo sullo sfondo raffigura Charles de Gaulle in uniforme di generale dell'esercito durante la chiamata alle armi del 18 giugno 1940 o durante la liberazione di Parigi. Il profilo in primo piano rappresenta Charles de Gaulle durante il suo secondo mandato presidenziale. La sigla RF è semi-integrata nella croce di Lorena, scelta dal generale de Gaulle nel 1940 come simbolo della Francia libera. Nella croce di Lorena sono iscritte anche la date di nascita e di morte e l'anno di emissione. Sull'anello esterno della moneta figurano le 12 stelle della bandiera dell'Unione europea. |                    | |            |                   |
| | Estonia            | 100º anniversario del Trattato di Tartu                                                                                     | 1.000.000  | 1º febbraio 2020  |
| Descrizione: il disegno raffigura un albero con ramificazioni che dissimulano la scritta TARTU RAHU (trattato di pace di Tartu). Esso reca inoltre il nome del paese «EESTI» e la data di emissione «2 febbraio 2020». Sull’anello esterno della moneta figurano le 12 stelle della bandiera dell’Unione europea. |                    | |            |                   |
| | Belgio             | Anno internazionale della salute delle piante                                                                               | 755.000    | 5 marzo 2020      |
| Descrizione: nel tondo interno figurano il logo ufficiale dell’anno internazionale della salute delle piante 2020, che rappresenta simbolicamente delle foglie, e il testo «International year of plant health». Le foglie rappresentano piante in salute in quanto origine dell’ossigeno che respiriamo, del cibo che consumiamo e della vita sulla Terra. Questa immagine positiva delle foglie protette da parassiti e malattie mortali forma un cerchio che rappresenta il mondo e sottolinea che la salute e la protezione delle piante sono una questione mondiale. La salute delle piante è cruciale per eliminare la fame, ridurre la povertà, proteggere l’ambiente e promuovere lo sviluppo economico. Poiché sarà la zecca reale dei Paesi Bassi a coniare le monete, a destra figura il caduceo, marchio della zecca di Utrecht. Il marchio del direttore della zecca del Belgio e lo stemma del comune di Herzele figurano sulla sinistra. Nella parte inferiore sono incisi la sigla del paese «BE» e l’anno di emissione «2020». Sull’anello esterno della moneta figurano le 12 stelle della bandiera dell’Unione europea. |                    | |            |                   |
| | San Marino         | 500º anniversario della scomparsa di Raffaello Sanzio                                                                       | 54.000     | 5 marzo 2020      |
| Descrizione: il disegno riproduce il profilo della Vergine, dettaglio dell’affresco «Madonna di Casa Santi», il primo capolavoro del giovanissimo Raffaello dipinto nella casa di famiglia ad Urbino, che ospita attualmente la prestigiosa Accademia Raffaello. L’opera rappresenta la Vergine Maria che tiene il Bambino Gesù sulle sue ginocchia ed è impregnata della delicatezza dell’intimità tra madre e figlio, un tema ricorrente nella produzione dell’artista. In alto a destra è riportato il nome del paese di emissione «SAN MARINO» e gli anni «1520» e «2020». In calce figura l’iscrizione «RAFFAELLO», sulla destra l’acronimo dell’autrice Annalisa Masini «A.M.» e sulla sinistra la lettera «R» che identifica la zecca di Roma. Sull’anello esterno della moneta figurano le 12 stelle della bandiera dell’Unione europea. |                    | |            |                   |
| | Spagna             | Architettura mudéjar d'Aragona 11ª moneta della serie dedicata ai siti spagnoli Patrimonio dell'umanità UNESCO              | 4.000.000  | 10 giugno 2020    |
| Descrizione: il disegno raffigura l’immagine della torre di El Salvador de Teruel. Sul lato sinistro, in lettere maiuscole, figura il termine «ESPAÑA» e, sul lato destro, il marchio della zecca; al di sotto di esso, l’anno di emissione 2020. In alto, al centro, in senso circolare e in lettere maiuscole, la didascalia «ARQUITECTURA MUDÉJAR DE ARAGÓN». Sull’anello esterno della moneta figurano le 12 stelle della bandiera dell’Unione europea. |                    | |            |                   |
| | Città del Vaticano | 100º anniversario della nascita di Giovanni Paolo II                                                                        | 101.000    | 23 giugno 2020    |
| Descrizione: il disegno raffigura Papa Giovanni Paolo II, la casa natale e la vicina basilica a Wadowice, Polonia. In alto a sinistra, a semicerchio, figura l’iscrizione «PAPA GIOVANNI PAOLO II». A destra figurano gli anni «1920 2020» e il marchio della zecca «R». In basso figura, a semicerchio, il nome del paese di emissione «CITTÀ DEL VATICANO». Sotto l’immagine della Basilica sono incisi il nome dell’artista «G. TITOTTO» e le iniziali dell’incisore «M.A.C. INC» (Maria Angela Cassol, incisore). Sull’anello esterno della moneta figurano le 12 stelle della bandiera dell’Unione europea. |                    | |            |                   |
| | Grecia             | 2500º anniversario della battaglia delle Termopili                                                                          | 750.000    | 30 giugno 2020    |
| Descrizione: il disegno raffigura un antico elmo greco. Sul bordo interno sono iscritte le diciture «2500 ANNI DALLA BATTAGLIA DELLE TERMOPILI» e «REPUBBLICA ELLENICA». Sullo sfondo figurano anche l’anno di emissione «2020» e una palmetta (marchio della zecca greca). In basso a destra rispetto all’elmo si legge il monogramma dell’artista (George Stamatopoulos). Sebbene si sia conclusa con la sconfitta dei greci, la battaglia delle Termopili rimane un simbolo intramontabile di resistenza eroica. Sull’anello esterno della moneta figurano le 12 stelle della bandiera dell’Unione europea. |                    | |            |                   |
| | Malta              | Scorba 5ª moneta della serie dedicata ai siti preistorici maltesi                                                           | 150.000    | 27 luglio 2020    |
| Descrizione: il disegno raffigura i templi preistorici di Scorba situati nella zona nord-occidentale di Malta, presso il paese di Zebbiegh. Nella parte superiore del disegno figura l’iscrizione «SKORBA TEMPLES 3600-2500 BC» (templi di Skorba 3600-2500 AC). Nella parte inferiore sono incisi il paese di emissione «MALTA» e l’anno di emissione «2020». Sull’anello esterno della moneta figurano le 12 stelle della bandiera dell’Unione europea. |                    | |            |                   |
| | Finlandia          | 100º anniversario dell'Università di Turku                                                                                  | 800.000    | 18 agosto 2020    |
| Descrizione: la griglia raffigurata rappresenta l’interazione tra le università e la società. Sopra il disegno figura l’anno di emissione «2020», a destra il marchio della zecca e sotto quest’ultimo è indicato il paese di emissione «FI». Sull’anello esterno della moneta figurano le 12 stelle della bandiera dell’Unione europea. |                    | |            |                   |
| | San Marino         | 250º anniversario della scomparsa di Giambattista Tiepolo                                                                   | 54.000     | 27 agosto 2020    |
| Descrizione: il disegno raffigura a sinistra il busto di un angelo, dettaglio dell’opera di Tiepolo «Agar e Ismaele» conservata presso la Scuola Grande di San Rocco a Venezia, e le iniziali dell’autrice Claudia Momoni «C.M.». In alto figurano la scritta «TIEPOLO» e la lettera «R», che identifica la Zecca di Roma; a destra le date «1770» e «2020» e la scritta «SAN MARINO». Sull’anello esterno della moneta figurano le 12 stelle della bandiera dell’Unione europea. |                    | |            |                   |
| | Portogallo         | 730º anniversario dell'Università di Coimbra                                                                                | 360.000    | 1º settembre 2020 |
| Descrizione: il disegno raffigura la torre dell’Università di Coimbra e una composizione visiva di triangoli che rappresentano i tetti dell’Università di Coimbra, il più alto dei quali evoca la biblioteca Joanina; la composizione è inserita nella scritta «UNIVERSIDADE DE COIMBRA 730 ANOS PORTUGAL 2020» (Università di Coimbra 730 anni Portogallo 2020). Sull’anello esterno della moneta figurano le 12 stelle della bandiera dell’Unione europea. |                    | |            |                   |
| | Italia             | 80º anniversario della fondazione del Corpo nazionale dei vigili del fuoco                                                  | 3.000.000  | 14 settembre 2020 |
| Descrizione: il disegno raffigura, al centro, il logo del Corpo Nazionale dei Vigili del Fuoco. Sulla sinistra «RI», acronimo della Repubblica italiana; a destra, l’anno di emissione della moneta «2020»; «R», che identifica la Zecca di Roma; di seguito «LDS», iniziali della disegnatrice Luciana De Simoni; sopra, l’iscrizione ad arco «CORPO NAZIONALE DEI VIGILI DEL FUOCO». Sull’anello esterno della moneta figurano le 12 stelle della bandiera dell’Unione europea. |                    | |            |                   |
| | Lituania           | Aukštaitija 2ª moneta della serie dedicata alle Regioni della Lituania                                                      | 500.000    | 16 settembre 2020 |
| Descrizione: il disegno raffigura uno stemma recante un cavaliere che indossa un’armatura e tiene una spada nella mano destra. Lo stemma è tenuto da due angeli, che simbolicamente esaltano e proteggono l’Aukštaitija, una delle più importanti regioni della Lituania e culla della sua statualità. Sotto lo stemma è riportata l’iscrizione latina «PATRIAM TUAM MUNDUM EXISTIMA» (considera la tua patria come il mondo intero). Il disegno è circondato dalle iscrizioni: «LIETUVA» (nome del paese di emissione), «AUKŠTAITIJA», «2020» (anno di emissione) e il marchio della zecca lituana. Sull’anello esterno della moneta figurano le 12 stelle della bandiera dell’Unione europea. |                    | |            |                   |
| | Lussemburgo        | 200º anniversario della nascita del principe Enrico di Orange-Nassau                                                        | 300.000    | 21 settembre 2020 |
| Descrizione: il disegno raffigura a destra l’effigie di Sua Altezza Reale il granduca Henri e a sinistra l’effigie del principe Henri. In basso figurano il nome del paese di emissione «LUXEMBOURG» e l’anno «2020». A sinistra, a semicerchio, figura l’iscrizione «Prince Henri d’Orange-Nassau» e, sotto la sua effigie, figura l’iscrizione «1820-1879». Sull’anello esterno della moneta figurano le 12 stelle della bandiera dell’Unione europea. |                    | |            |                   |
| | Portogallo         | 75º anniversario dell'Organizzazione delle Nazioni Unite                                                                    | 500.000    | 7 ottobre 2020    |
| Descrizione: il disegno raffigura il logo delle Nazioni Unite. In alto figurano l’anno di emissione «2020», il nome del paese di emissione «PORTOGALLO» e l’iscrizione «UN 75 YEARS» (ONU 75 ANNI). Sotto le parole «NU» e «YEARS» è riportata la rispettiva traduzione in portoghese «ONU» e «ANOS». A sinistra figura il nome della zecca «CASA DA MOEDA» e a destra il nome dell’incisore «ANDRÉ LETRIA». Sull’anello esterno della moneta figurano le 12 stelle della bandiera dell’Unione europea. |                    | |            |                   |
| | Germania           | 50º anniversario dalla Kniefall von Warschau (Genuflessione di Varsavia) di Willy Brandt                                    | 30.000.000 | 8 ottobre 2020    |
| Descrizione: Il disegno mostra Brandt, che all’epoca era il cancelliere tedesco, che si inginocchia di fronte al monumento agli eroi del ghetto a Varsavia in un gesto di umiltà. La rivolta del ghetto di Varsavia del 1943 è evocata dalle potenti immagini della composizione. Tracciate in un rilievo estremamente sottile, il disegno raffigura immagini significative: una menorah a sette bracci, le vittime del ghetto e la genuflessione. La parte interna della moneta presenta anche le iniziali dell’artista (in alto), il marchio della zecca corrispondente («A», «D», «F», «G», o «J»), l’anno «2020» (al centro a sinistra), il codice di emissione della Germania, «D» (in basso a destra), e l’iscrizione «50 JAHRE KNIEFALL VON WARSCHAU».. Sull’anello esterno della moneta figurano le 12 stelle della bandiera dell’Unione europea. |                    | |            |                   |
| | Grecia             | 100º anniversario dell'annessione della Tracia alla Grecia                                                                  | 750.000    | 8 ottobre 2020    |
| Descrizione: il disegno, raffigurante un grifone, replica una moneta antica della città tracica di Abdera. Sul bordo interno sono iscritte le diciture «100 ANNI DALL’UNIFICAZIONE DELLA TRACIA CON LA GRECIA» e «REPUBBLICA ELLENICA», insieme all’anno di emissione «2020» e a una palmetta (marchio della zecca greca). A sinistra è visibile anche il monogramma dell’artista (George Stamatopoulos). La regione della Tracia, situata all’estremità nordorientale del paese, è stata unificata con la Grecia dopo la fine della prima guerra mondiale. Sull’anello esterno della moneta figurano le 12 stelle della bandiera dell’Unione europea. |                    | |            |                   |
| | Belgio             | 630º anniversario della nascita di Jan van Eyck                                                                             | 155.000    | 15 ottobre 2020   |
| Descrizione: nel tondo interno è raffigurato il ritratto del celebre artista fiammingo Jan van Eyck, assieme alla firma di quest’ultimo e ad una tavolozza, su cui figurano le iniziali LL del disegnatore della moneta, Luc Luycx, e due pennelli. Nella parte superiore è inciso il nome J. van Eyck. Poiché sarà la zecca reale dei Paesi Bassi a coniare le monete, nella parte inferiore figurano il caduceo, segno della zecca di Utrecht, e lo stemma del comune di Herzele, segno del direttore della zecca del Belgio. A destra sono incisi la sigla del paese «BE» e l’anno di emissione «2020». Sull’anello esterno della moneta figurano le 12 stelle della bandiera dell’Unione europea. |                    | |            |                   |
| | Città del Vaticano | 500º anniversario della scomparsa di Raffaello Sanzio                                                                       | 67.000     | 16 ottobre 2020   |
| Descrizione: il disegno raffigura il ritratto di Raffaello e due angeli. Sulla destra in giro è riportata l’iscrizione «RAFFAELLO SANZIO». Sopra l’immagine dei due angeli figurano gli anni «1520» e «2020» e sotto l’immagine il nome del paese di emissione, «CITTÀ DEL VATICANO». In calce compaiono il marchio della zecca «R» e il nome dell’artista «D. LONGO». Sull’anello esterno della moneta figurano le 12 stelle della bandiera dell’Unione europea. |                    | |            |                   |
| | Monaco             | 300º anniversario della nascita del principe Onorato III                                                                    | 15.000     | 20 ottobre 2020   |
| Descrizione: il disegno raffigura l’effigie del principe Onorato III. A sinistra figura l’iscrizione «HONORÉ III» e, a destra, il nome del paese di emissione «MONACO». In basso, a semicerchio è riportata l’iscrizione «1720 – Naissance – 2020» (1720 – Nascita – 2020). Sull’anello esterno della moneta figurano le 12 stelle della bandiera dell’Unione europea. |                    | |            |                   |
| | Francia            | Ricerca medica | 310.000    | 27 ottobre 2020   |
| Descrizione: il disegno raffigura una rappresentazione dell’umanità unita, costituita da un volto inscritto in una sfera. Il volto guarda l’infinitamente piccolo, rappresentato da porzioni di DNA inscritte in un cerchio. Con il suo asse obliquo, questa allegoria rappresenta la ricerca e la sua intelligenza che domina l’infinitamente piccolo, studiandolo e trionfando contro le malattie. In alto a destra si trova l’indicazione del paese di emissione «RF», mentre in basso a sinistra si trova il marchio della zecca e l’anno di emissione «2020». Sull’anello esterno della moneta figurano le 12 stelle della bandiera dell’Unione europea. |                    | |            |                   |
| | Lituania           | Collina delle Croci | 500.000    | 4 novembre 2020   |
| Descrizione: il disegno raffigura la Collina delle croci: porzioni di croci in legno e forgiate, che simboleggiano la cultura popolare e della fabbricazione di croci lituana. La fabbricazione di croci e il simbolismo delle croci in Lituania sono inseriti nella lista rappresentativa del patrimonio culturale immateriale dell’umanità dell’UNESCO. Le iscrizioni riportate sono: in alto il nome della Lituania «LIETUVA» e l’anno di emissione «2020», in basso «KRYŽIŲ KALNAS» (la Collina delle croci) e il marchio della zecca lituana. Il disegno è stato realizzato da Rytas Jonas Belevičius. Sull’anello esterno della moneta figurano le 12 stelle della bandiera dell’Unione europea. |                    | |            |                   |
| | Slovacchia         | 20º anniversario dell’adesione della Slovacchia all’Organizzazione per la cooperazione e lo sviluppo economici (OCSE)       | 1.000.000  | 11 novembre 2020  |
| Descrizione: la faccia nazionale reca nella metà superiore destra una rappresentazione del concetto di umanesimo digitale: circuiti stampati a forma di cervello umano, al centro del quale vi è un cerchio che rappresenta un microprocessore. Lo stemma slovacco è posto in basso, a destra del disegno. All’interno di una sagoma quadrata che si sovrappone in parte all’immagine principale sono riportate le diciture «20. VÝROČIE» e «VSTUP SR DO OECD» (20º anniversario dell’adesione della Slovacchia all’OCSE). Sotto il quadrato figurano il nome del paese di emissione «SLOVENSKO» e l’anno di emissione «2020», uno sopra l’altro. Tra il quadrato e il bordo sinistro del disegno è inciso il marchio della zecca di Kremnica (Mincovňa Kremnica), costituito dalle lettere «MK» poste tra due conii. Sotto il marchio della zecca sono riportate le lettere stilizzate «PV» che si riferiscono al disegnatore Peter Valach. Sull’anello esterno della moneta figurano le 12 stelle della bandiera dell’Unione europea. |                    | |            |                   |
| | Finlandia          | 100º anniversario della nascita di Väinö Linna                                                                              | 800.000    | 16 novembre 2020  |
| Descrizione: la moneta celebra il noto scrittore finlandese Väinö Linna. Quest’anno segna il centenario dalla sua nascita nel 1920. Il disegno rispecchia il lavoro nell’industria tessile di Linna e raffigura, oltre al suo volto, lettere e tessuto e fili intrecciati che attraversano i suoi libri. A sinistra si trova l’inscrizione VÄINÖ LINNA. In basso troviamo le inscrizioni dell’anno di emissione «2020», del paese di emissione «FI» e il marchio della zecca. Sull’anello esterno della moneta figurano le 12 stelle della bandiera dell’Unione europea. |                    | |            |                   |
| | Italia             | 150º anniversario della nascita di Maria Montessori                                                                         | 3.000.000  | 16 novembre 2020  |
| Descrizione: un ritratto di Maria Montessori in una composizione geometrica con alcuni elementi didattici tratti dal suo sistema d’istruzione. Nel campo destro «RI», acronimo della Repubblica italiana; a sinistra, «R», che identifica la Zecca di Roma; a destra «LDS», iniziali della disegnatrice Luciana De Simoni; in alto e in basso, le date «1870» e «2020», anno di nascita della pedagogista italiana e anno di emissione della moneta, rispettivamente; intorno al ritratto, l’iscrizione «MARIA MONTESSORI». Sull’anello esterno della moneta figurano le 12 stelle della bandiera dell’Unione europea. |                    | |            |                   |
| | Andorra            | XXVII vertice iberoamericano – Andorra 2020                                                                                 | 70.000     | 9 dicembre 2020   |
| Descrizione: il disegno della moneta raffigura un albero formato da sagome umane e dischi dentati. Le sagome umane rappresentano l'integrazione della società, della cultura e dell'istruzione per la realizzazione di un futuro sostenibile. I dischi dentati simboleggiano la sinergia di movimento tra le idee e le proposte dei partecipanti al vertice. Accanto all'albero è inciso il logo del 27º vertice. Questo è costituito da tre triangoli, nella parte superiore, che rappresentano i colori della bandiera di Andorra, e da sei triangoli, nella parte inferiore, che simboleggiano l'apertura di Andorra agli obiettivi di sviluppo sostenibile. Attorno al disegno figura l'iscrizione «XXVII CIMERA IBEROAMERICANA ANDORRA 2020» (27º vertice iberoamericano Andorra 2020). Sull'anello esterno della moneta figurano le 12 stelle della bandiera dell'Unione europea. |                    | |            |                   |
| | Andorra            | 50º anniversario del Suffragio femminile ad Andorra                                                                         | 60.000     | 9 dicembre 2020   |
| Descrizione: il disegno della moneta raffigura un volto femminile all’interno di una spirale di linee che suggeriscono movimento. Queste linee sono formate da una catena di nomi femminili in catalano, difficili da distinguere uno dall’altro, in omaggio alla solidarietà tra le donne nella lotta per i loro diritti. Solo un nome è ripetuto, «VICTORIA», a simboleggiare la vittoria nella lotta per il diritto di voto. Completano il disegno le iscrizioni «50 ANYS DEL SUFRAGI UNIVERSAL FEMENÍ» (50 anni di suffragio universale femminile) e «ANDORRA 1970-2020». Anche queste iscrizioni partecipano al movimento della spirale, dando maggior risalto all’anniversario celebrato. Sull’anello esterno della moneta figurano le 12 stelle della bandiera dell’Unione europea. |                    | |            |                   |
| | Cipro              | 30º anniversario dell'Istituto di Neurologia e Genetica di Cipro                                                            | 400.000    | 14 dicembre 2020  |
| Descrizione: il disegno raffigura un «neurone con le sue sinapsi» che richiama le attività svolte dall’Istituto di neurologia e genetica di Cipro, che celebra i 30 anni dalla fondazione. L’Istituto di neurologia e genetica di Cipro gode del riconoscimento internazionale e svolge un ruolo attivo ed essenziale come centro di eccellenza regionale, nazionale e internazionale per l’erogazione di servizi di alta qualità, ricerca innovativa e istruzione postuniversitaria. In cerchio attorno al disegno sono inscritti il nome del paese di emissione «KYΠΡΟΣ - KIBRIS» e la frase «ΙΝΣΤΙTOYΤΟ ΝΕΥΡΟΛΟΓΊΑΣ & ΓΕΝΕΤΙKHΣ KYΠΡΟY 1990-2020» (ossia Istituto di neurologia e genetica di Cipro 1990-2020). Sull’anello esterno della moneta figurano le 12 stelle della bandiera dell’Unione europea. |                    | |            |                   |
| | Malta              | Giochi 5ª moneta della serie "Dai Bambini con Solidarietà"                                                                  | 200.000    | 14 dicembre 2020  |
| Descrizione: il disegno raffigura un mélange di giochi tradizionali popolari tra i bambini maltesi. Questi includono biglie, trottole e volo e costruzione tradizionale di aquiloni. È raffigurata anche una versione maltese del gioco della campana nota localmente come «passju». Tre api che volano in cerchio alludono a una popolare canzone cantata dai bambini maltesi mentre giocano. Incluso nel disegno c’è il nome del paese di emissione, «Malta», e l’anno di emissione, «2020». Sull’anello esterno della moneta figurano le 12 stelle della bandiera dell’Unione europea. |                    | |            |                   |
| | Slovenia           | 500º anniversario della nascita di Adam Bohorič                                                                             | 1.000.000  | 23 dicembre 2020  |
| Descrizione: al centro del disegno figura un motto multilingue, tratto dalla copertina della grammatica latino‐slovena di Bohorič intitolata: «Proste zimske urice». Il motto in lingua slovena, scritto in alfabeto bohorič (bohoričica — il tipo di scrittura che prende il nome da Adam Bohorič), facilmente riconoscibile grazie all’uso di una lettera f tipica, è posizionato nella metà inferiore della moneta. In secondo piano figura il motto sloveno in latino, che presenta il contributo di Bohorič al mondo accademico internazionale. Nella parte superiore del disegno figura, a semicerchio, l’iscrizione «ADAM BOHORIČ 1520/SLOVENIJA 2020». Sull’anello esterno della moneta figurano le 12 stelle della bandiera dell’Unione europea. |                    | |            |                   |
| | Lussemburgo        | Nascita del principe ereditario Carlo                                                                                       | 320.000    | 24 dicembre 2020  |
| Descrizione: al centro del disegno è raffigurata l’immagine del principe Charles insieme alle effigi dei suoi genitori, le Loro Altezze Reali il Granduca ereditario Guillaume e la Granduchessa ereditaria Stéphanie. Sotto queste effigi, il testo «S.A.R. de Prënz Charles» (Sua Altezza Reale il principe Charles) è seguito dalla data di nascita «10 maggio 2020». A sinistra figura verticalmente la parola «LËTZEBUERG» come designazione del paese di emissione. Il monogramma (la lettera «H» con una corona) rappresenta il Granduca Henri. Sull’anello esterno della moneta figurano le 12 stelle della bandiera dell’Unione europea. |                    | |            |                   |
| | Lettonia           | Ceramica della Letgallia | 400.000    | 5 ottobre 2020    |
| Descrizione: il disegno raffigura un tipico esemplare di ceramica della Letgallia: un candelabro in argilla. Reca la menzione «LATGALES KERAMIKA» (ceramica della Letgallia), il nome del paese «LATVIJA» e l’anno di emissione «2020». Sull’anello esterno della moneta figurano le 12 stelle della bandiera dell’Unione europea. |                    | |            |                   |